# Route der Industriekultur – Duisburg: Industriekultur am Rhein
Duisburg: Industriekultur am Rhein ist die Bezeichnung der dritten Themenroute der Route der Industriekultur. Im Gegensatz zur Route 1 der Industriekultur, die sich mit Duisburg-Ruhrorter Häfen und dem Innenhafen Duisburg auseinandersetzt, zeigt diese Route viele in Richtung Rhein orientierte und weit verstreute Ziele, von Hüttenheim oder dem zur Stadt Düsseldorf gehörenden Bockum im Süden bis nach Walsum im Norden. Linksrheinische Punkte wie in Rheinhausen oder Homberg werden ebenso berücksichtigt wie rechtsrheinische bis Wedau, fast nach Mülheim oder Neumühl. Duisburg hat im Laufe seiner Geschichte viele umliegenden Städte eingemeindet.
Wie der frühere und in der Route zitierte Werbeslogan der Stadt Duisburg: Stadt Montan bereits andeutet, haben die meisten Haltepunkte etwas mit der Montanindustrie zu tun, sei es durch die Gewinnung von Rohstoffen, durch die Verarbeitung von Kohle, Eisen und Stahl, den Transport zu Wasser, auf der Schiene und der Straße, den Wohnorten der Arbeiter oder dem sozialen Engagement der Industriellenfamilien. Aber auch die Erzeugung von Nahrungs- und Genussmitteln, Klärwerke und die Emscher, Chemiebetriebe und moderne Landmarken werden in der Route genannt und machen sie zu einer der vielseitigsten der 25 Themenrouten.
Die Route startet an dem Besucherzentrum im Landschaftspark Duisburg-Nord, dort können Besucher Informationsmaterial erhalten. Außerdem gibt es noch zwei Ankerpunkte, den Innenhafen und das Museum der Deutschen Binnenschifffahrt. Nicht alle Punkte der Route sind zu besichtigen, dies gehört zum Konzept des Betreibers, dem Regionalverband Ruhr.

## Haltepunkte

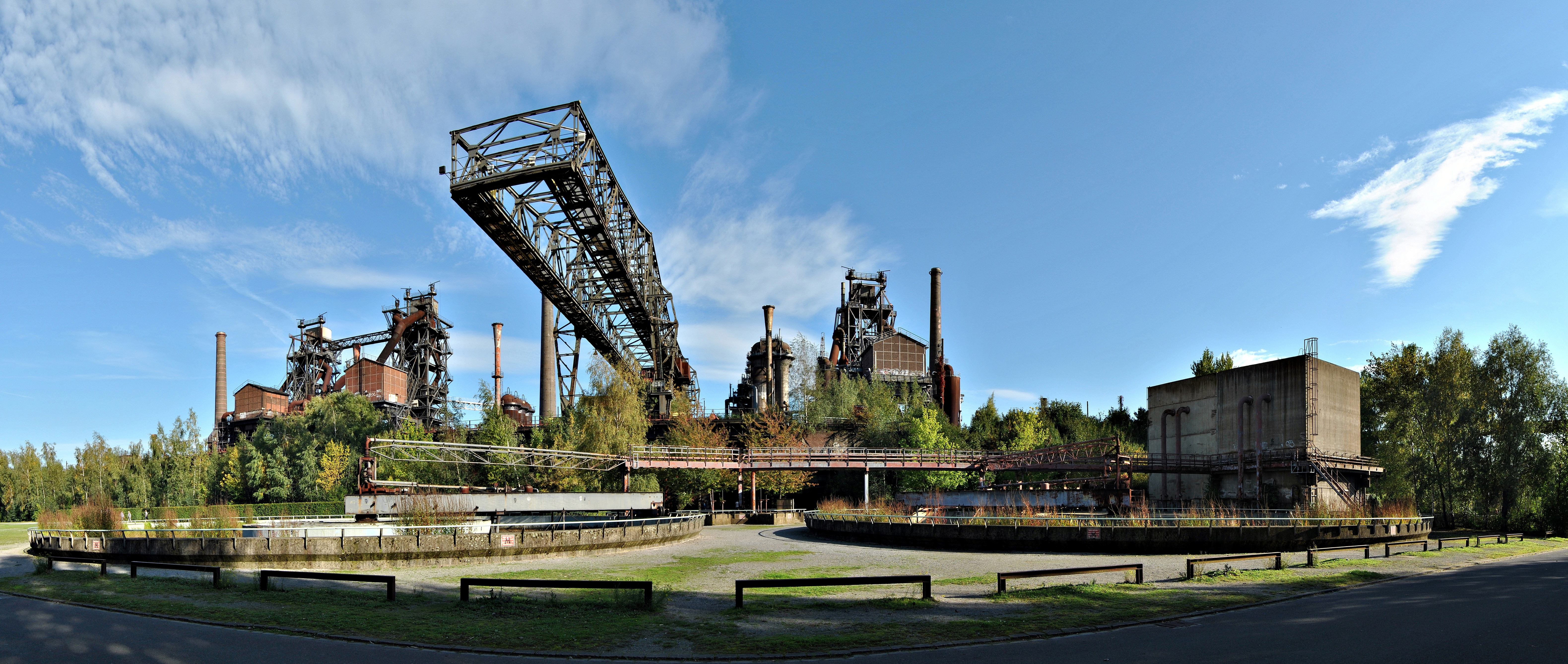
Landschaftspark Duisburg-Nord im ehemaligen Thyssen-Hüttenwerk Meiderich

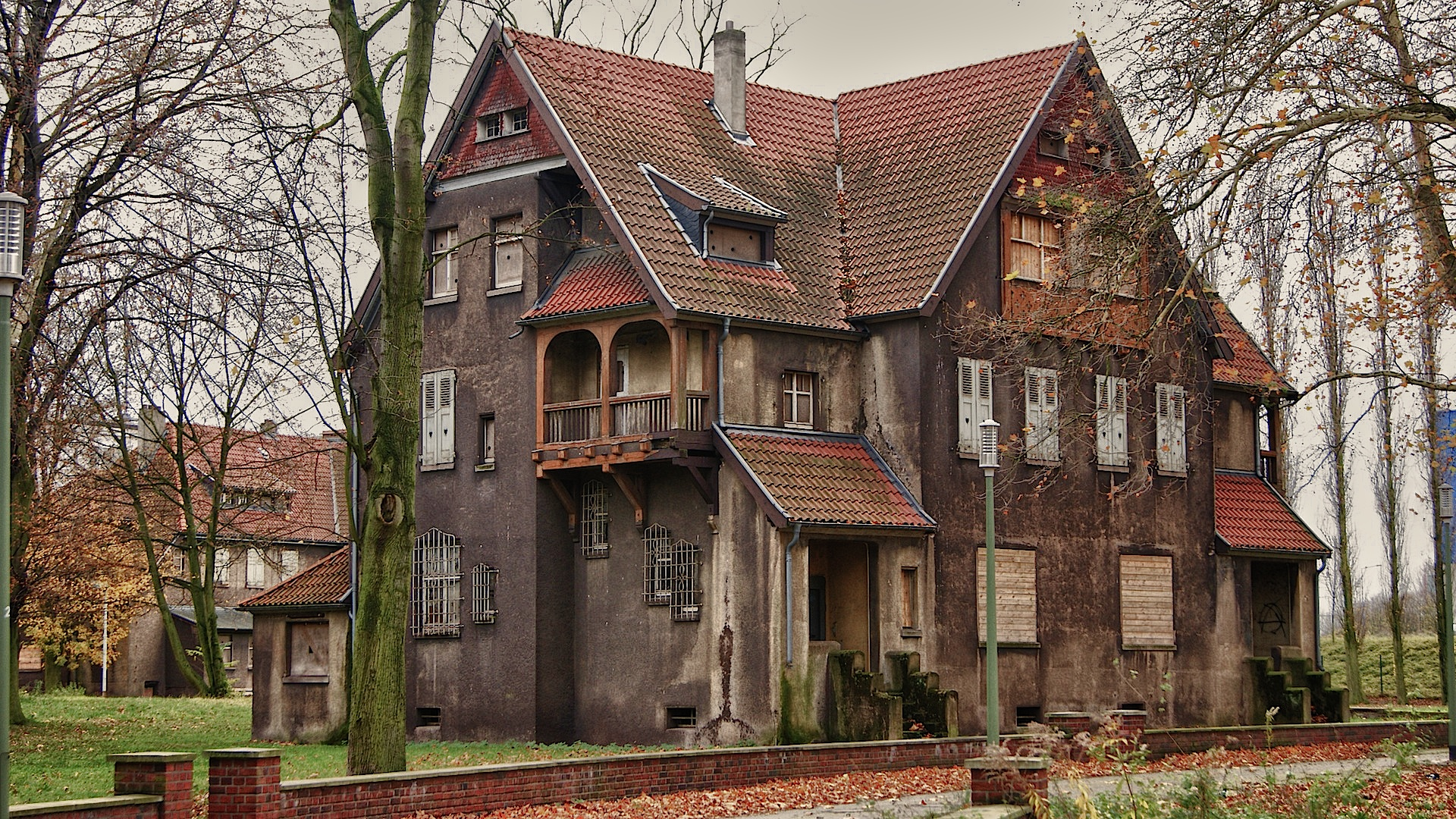
Krupp-Villa in der Beamtensiedlung Bliersheim

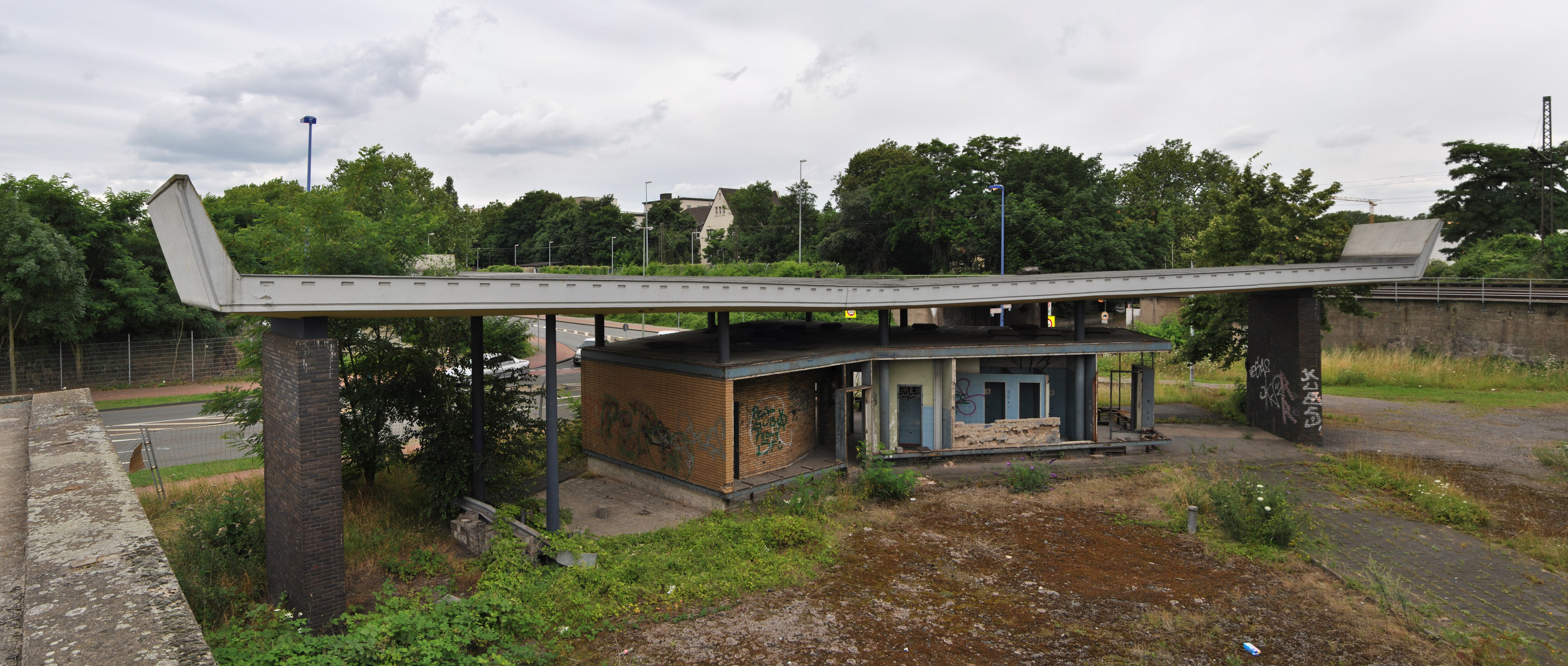
Hüttenwerk Rheinhausen: Werktor 1

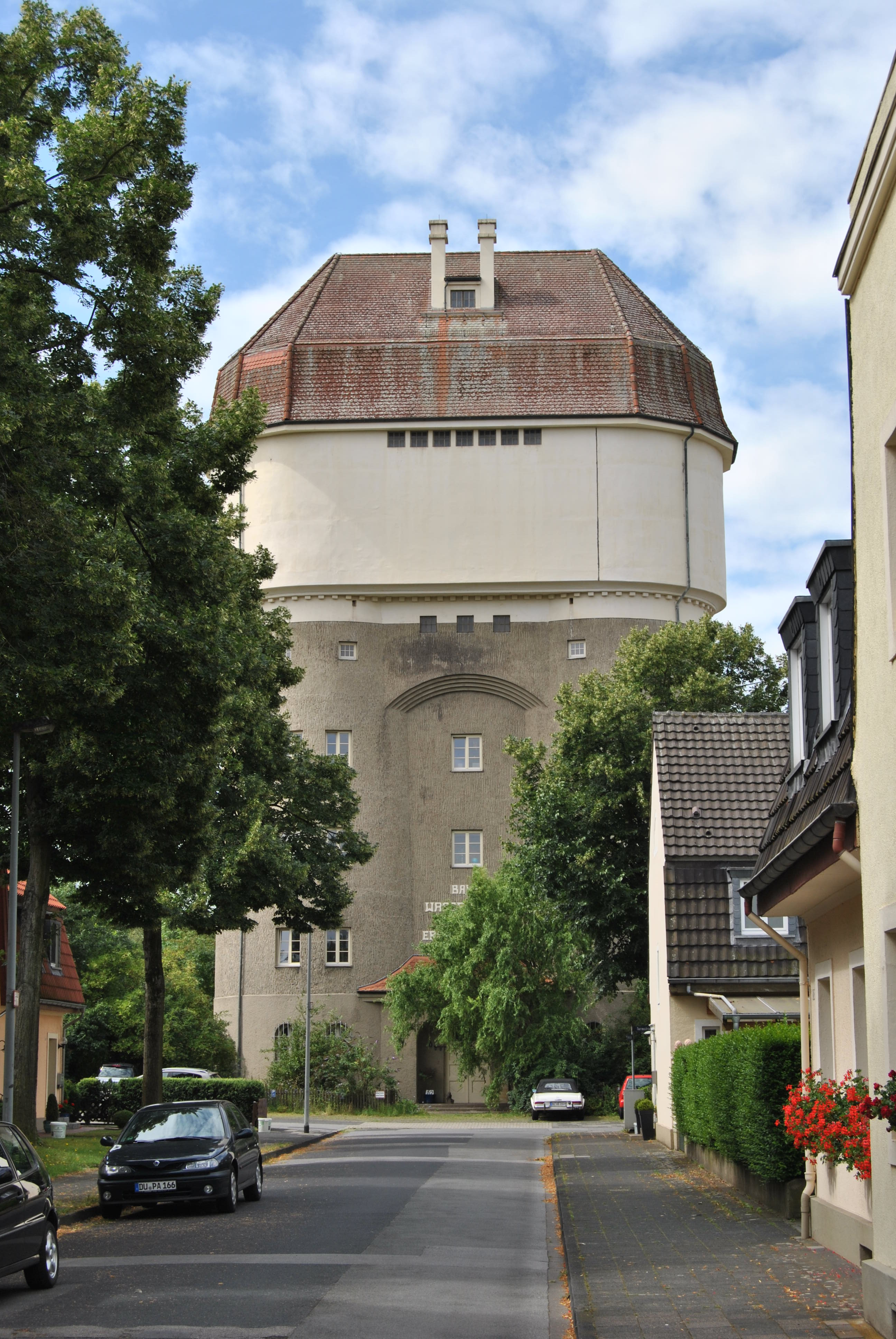
Doppelwasserturm Hohenbudberg

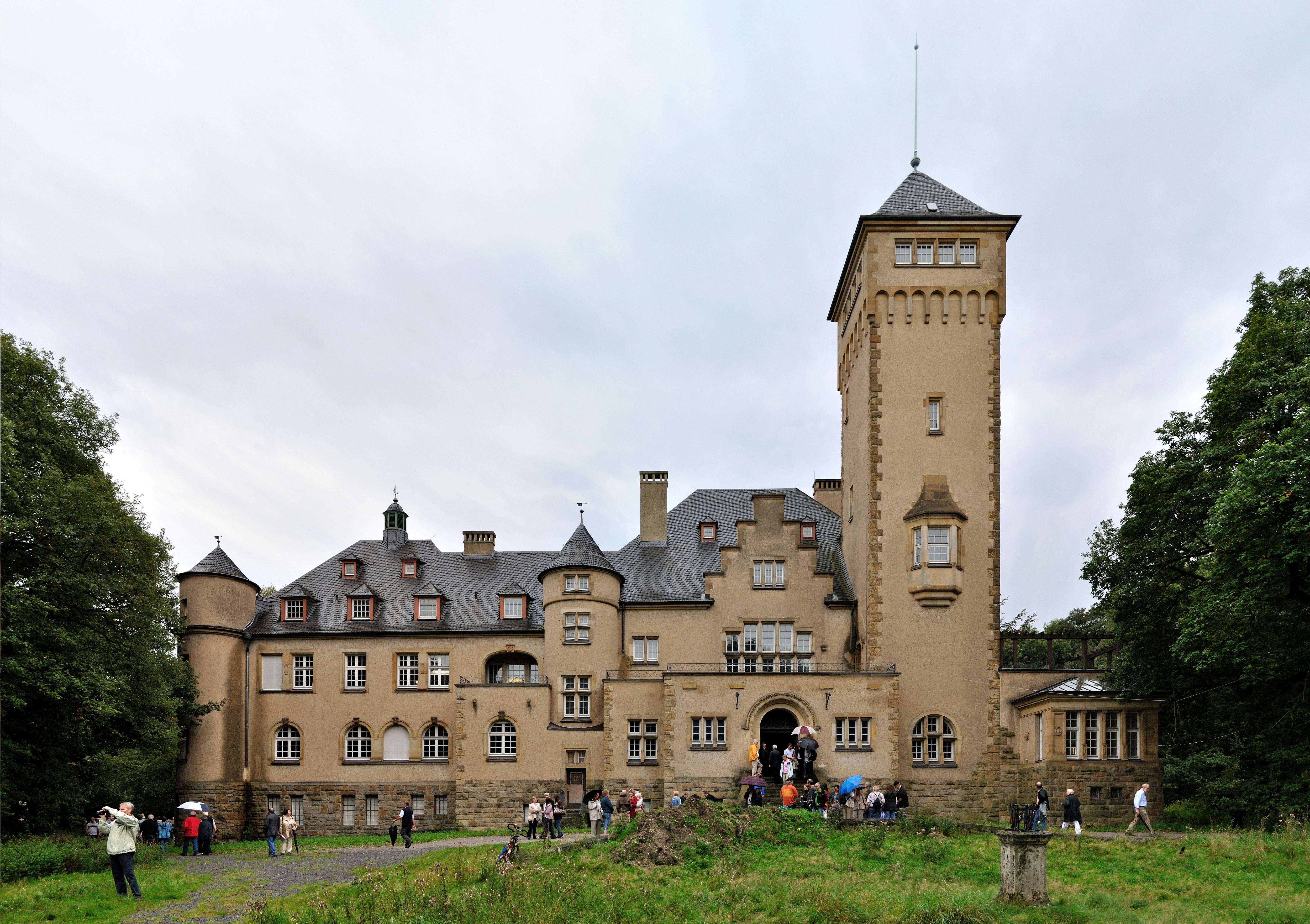
Haus Hartenfels

- Landschaftspark Duisburg-Nord
- Ratingsee-Siedlung
- Hexion / Rütgers (2020 und 2008 umbenannt, vorher Momentive bzw. Bakelite AG)
- Grüner Pfad
- Grillo-Werke AG (2008 neuer Punkt)
- Zeche Friedrich Thyssen, Schacht 6
- Dichter-Viertel
- Siedlung Bergmannsplatz
- Pumpwerk Schmidthorst
- Siedlung Wehofen
- Kleine Emscher
- Klärwerk Emschermündung
- Zeche Walsum
- Nordhafen Walsum
- Kraftwerk Walsum
- Pumpwerk Schwelgern
- Alsumer Berg
- Pumpwerk Alte Emscher
- König-Brauerei
- Thyssen-Hauptverwaltung
- Werksbahn Thyssen
- Schiffswerften im Ruhrorter Hafen: Meidericher Schiffswerft, Neue Ruhrorter Schiffswerft und Triton-Werft
- Hebeturm des Ruhrort-Homberger Trajektanstalt
- Zeche Rheinpreußen Schacht 1/2
- Siedlung Rheinpreußen
- Siedlung Johannenhof
- Rheinpreußen-Hafen (2020 neu in diese Route aufgenommen)
- Schacht Gerdt (2020 neuer Punkt)
- Haus-Knipp-Eisenbahnbrücke
- Plangemühle Homberg (2008 umbenannt, früher Mühlenwerk Küppers&Werner)
- Sachtleben Chemie
- Rheinhauser Bergbausammlung e. V.
- Wasserturm Rheinhausen-Bergheim (2008 neuer Punkt)
- Brücke der Solidarität
- Duisburg-Hochfelder Eisenbahnbrücke
- Margarethensiedlung
- Krupp Hüttenwerke Tor 1
- Beamtensiedlung Bliersheim und Casino Krupp
- Wasserturm und Eisenbahnsiedlung Rheinhausen-Friemersheim (Siedlung erst seit 2020 in dieser Route)
- Innenhafen Duisburg
- Museum der Deutschen Binnenschifffahrt
- Kläranlage Kaßlerfeld
- Rheinorange
- Sperrtor Marientor
- Wasserturm Hochfeld (2008 umbenannt, vorher Wasserturm des ehemaligen Bahnbetriebswerks Hauptbahnhof)
- DEMAG (heute Siemens)
- Hüttenwerke Krupp Mannesmann (HKM)
- Werkshafen der Hüttenwerke Krupp Mannesmann (ausgeweitet, vor 2008 nur der Hafenmund)
- Siedlung Hüttenheim
- Krefeld-Uerdinger Brücke (2008 umbenannt, ehemals Duisburg-Krefelder Rheinbrücke)
- Wasserwerk Bockum
- Eisenbahner-Siedlung Wedau
- Rangierbahnhof, Ausbesserungswerk Wedau und Eisenbahner-Siedlung Wedau (Siedlung erst seit 2020 in dieser Route)
- Eisenbahner-Siedlung Bissingheim
- Dickelsbach-Siedlung
- Haus Hartenfels
- Brückenlandschaft Ruhraue
- Duisburg Hauptbahnhof

Symbole der Route der Industriekultur: Besucherzentrum  Ankerpunkt  Panorama  Siedlung .